# Gibassié
Le gibassié ou gibassier (prononcé [ ʒi.ba.sje]), est une pâtisserie française d'origine provençale.
C'est une fougasse sucrée dont le corps gras est de l'huile d'olive. Il est traditionnellement fabriqué avec de la farine, de l'huile d'olive et du sucre.  
De nouvelles versions existent avec ajout d'anis, d'écorce d'orange confite et d'eau de fleur d'oranger ou saupoudré de sucre. 
Il fait partie, avec sa cousine la pompe à l'huile, des spécialités culinaires du terroir provençal.
Son nom, qui vient du provençal giba, signifiant « bosse » (graphie mistralienne : gibo), souligne sa forme particulière, légèrement bombée sur le dessus,,.
Concernant son nom, une seconde version indique qu'il était placé dans les gibecières des travailleurs, avec l'avantage de se conserver durablement, d'où l'appellation « gibassié ».[réf. nécessaire]